# Делуиз, Энн Мари
Энн Мари́ Делуи́з (англ. Anne Marie DeLuise), в девичестве — Ло́дер (англ. Loder; род. 3 августа 1969, Сент-Джонс) — канадская актриса

, кинопродюсер и кастинг-директор.

## Ранние годы
Энн Мари Делуиз, в девичестве Лодер, родилась 3 августа 1969 года в Сент-Джонсе, провинция Ньюфаундленд и Лабрадор, Канада.

## Карьера
В 1993 году Делуиз дебютировала на телевидении с ролью Селест в эпизоде телесериала «Семейные фотографии». В 2010 году она появилась в роли Джессики ДиЛаурентис в пилотном эпизоде телесериала «Милые обманщицы», но в последующих эпизодах была заменена актрисой Андреа Паркер. Среди наиболее заметных ролей Делуиз — доктор Грин в «Пятидесяти оттенках серого» (2015) и миссис Бриггс в «Странной империи» (2014—2015), которая принесла ей премию «Leo Awards».

## Личная жизнь
С 7 июня 2002 года Делуиз замужем за актёром и телережиссёром Питером Делуизом. У супругов есть сын — Джейк Доминик Делуиз (род. 11 апреля 2004).

## Избранная фильмография
| Год  |   | Русское название | Оригинальное название | Роль                 |
| ---- | - | ---------------- | --------------------- | -------------------- |
| 2010 | с | Милые обманщицы  | Pretty Little Liars   | Джессика ДиЛаурентис |